# Brahehus
Brahehus je zřícenina zámku ve Švédsku. Nachází se na skále s výhledem na jezero Vättern, asi 3 km severně od města Gränna v kraji Jönköping. V bezprostřední blízkosti památky prochází dnes dálnice E4. Renesanční zámek nechal v polovině 17. století vybudovat významný švédský šlechtic Per Brahe mladší. Po jeho smrti však byl prázdný a v roce 1708 vyhořel.

## Historie

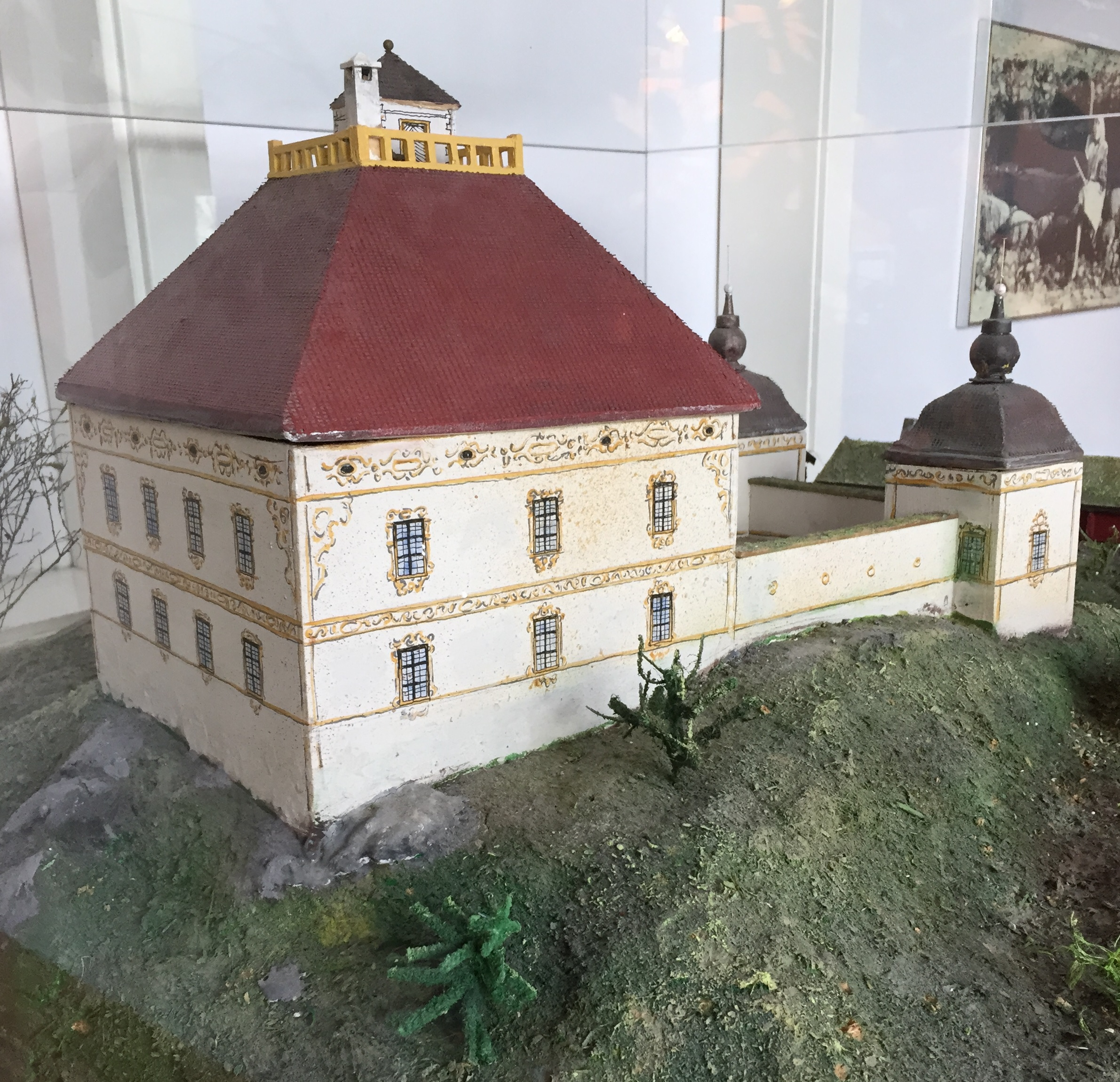
Model zámku

Per Brahe mladší stavbu zámku zahájil v roce 1637, ale práce byly dokončeny až v polovině 50. let 17. století. Stavební práce ztěžovala skutečnost, že stavební materiál, který do jisté míry tvořil místní pískovec, se musel na strmou horu vynášet. Původně byl Brahehus zamýšlen jako vdovské sídlo pro Brahovu manželku Kristinu Katarinu Stenbockovou, ale protože ta zemřela již v roce 1650, budova po dokončení sloužila jako ubytování pro Braheho hosty.
Po smrti zakladatele v roce 1680 neměl jeho nástupce Nils Brahe mladší zájem na dalším využití zámku a nechal z něj odvézt vybavení. Krátce nato byl zámek zkonfiskován ve prospěch krále Karla XI. Budova vyhořela 29. září 1708 poté, co v sousední vsi Uppgränna vypukl požár a rychle se rozšířil i na Brahehus. Zřícenina byla restaurována v letech 2011–2012.

## Popis
Po dokončení se zámek skládal z vysoké hlavní budovy na okraji útesu a dvou čtvercových rohových věží v předpolí. Od stavby je široký výhled na jezero Vättern, ostrov Visingsö a Grännu. Nachází se 270 metrů nad mořem a 180 metrů nad hladinou jezera. V bezprostřední blízkosti prochází dálnice E4 a na její opačné straně se nachází odpočívadlo, ze kterého lze k památce dojít podchodem.